# Голд-Кост
27°56′10″ пд. ш. 153°22′55″ сх. д. / 27.93611° пд. ш. 153.38194° сх. д.

Голд-Кост (англ. Gold Coast) — місто в Австралії, розташоване на узбережжі Тихого океану на південному сході штату Квінсленд за 78 км від Брисбену, центр району місцевого самоврядування. За кількістю населення, 402 648 осіб (на 8 серпня 2006), місто є другим у Квінсленді та шостим у країні. Голд-Кост є відомим туристичним центром Австралії.

## Географія

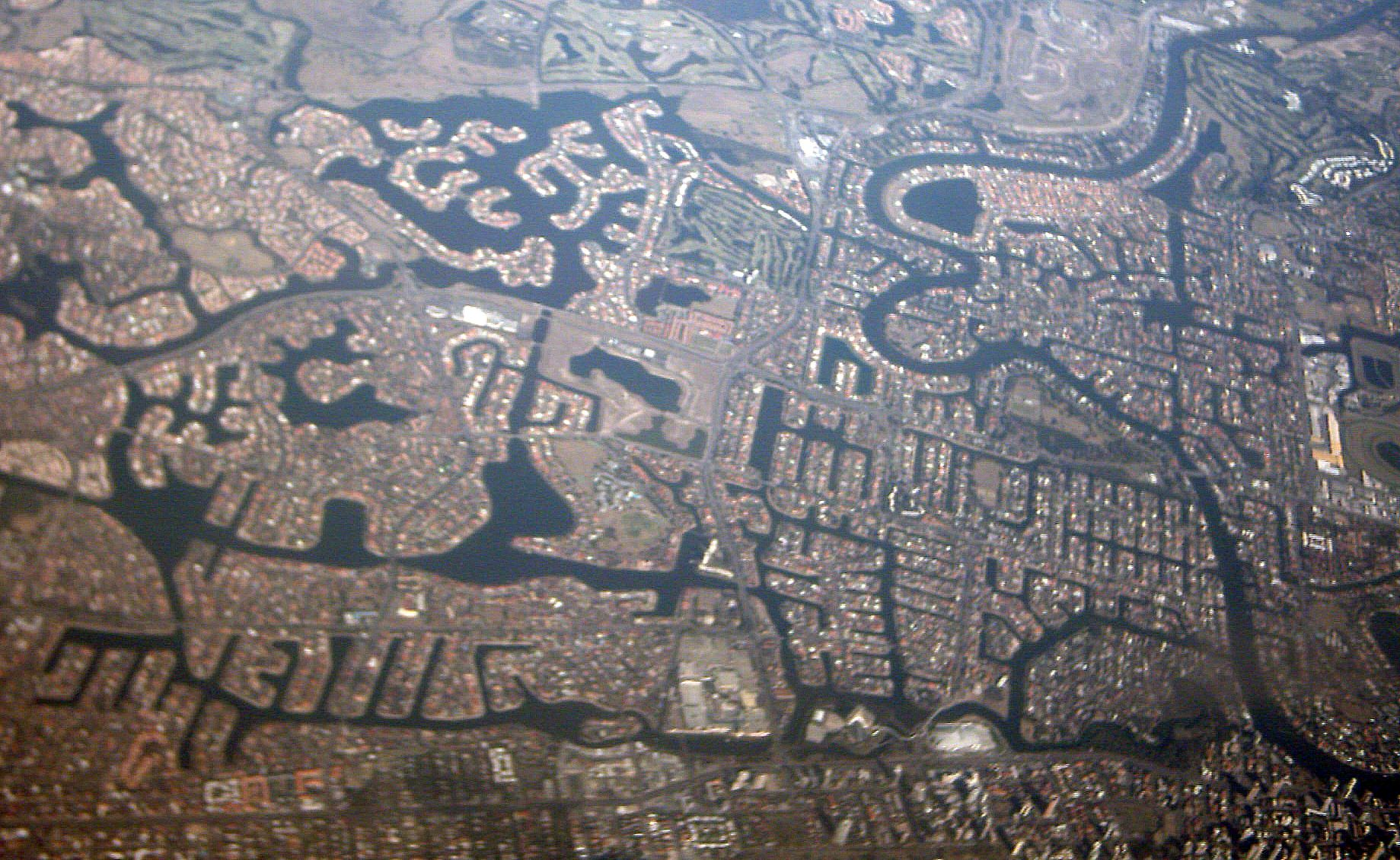
Вид на Голд-Кост з повітря. Видно велику кількість каналів.

Місто Голд-Кост простягається на 60 км уздовж східного узбережжя Австралії, омиваного Кораловим морем, від поселення Бінлі до Кулангатта у штаті Квінсленд неподалік від межі із Новим Південним Уельсом. Поселення Туїд-Хедс та Бодезерт також зазвичай розглядаються як складові частини регіону Голд-Кост, хоча вони і не входять в статистичні межі міста Голд-Кост.
Комерційний центр міста — передмістя Саутпорт і Серферс-Парадайс. В результаті активного заселення регіону міста Голд-Кост, Бінлі, Логан-Сіті, Брисбен на початок ХХІ століття утворюють конурбацію.
Головною річкою міста є Неранг. У минулому простір між узбережжям і внутрішніми районами Голд-Коста було зайнято заболоченою місцевістю, велика частина якої згодом була осушена. Проте частина боліт була перетворена на штучні водні шляхи (загальна протяжність — близько 260 км) і невеликі острівці.
У західній частині Голд-Кост межує з Великим Вододільним хребтом. У безпосередній близькості розташований Національний парк Ламінгтон, який є частиною дощових лісів східного узбережжя, віднесених до об'єктів Світової спадщини ЮНЕСКО. У місті є ботанічний сад.

### Клімат
Місто знаходиться у зоні, котра характеризується вологим субтропічним кліматом. Найтепліший місяць — лютий із середньою температурою 25 °C (77 °F). Найхолодніший місяць — липень, із середньою температурою 14,4 °С (58 °F).
| Клімат Голд-Коста       | Клімат Голд-Коста | Клімат Голд-Коста | Клімат Голд-Коста | Клімат Голд-Коста | Клімат Голд-Коста | Клімат Голд-Коста | Клімат Голд-Коста | Клімат Голд-Коста | Клімат Голд-Коста | Клімат Голд-Коста | Клімат Голд-Коста | Клімат Голд-Коста | Клімат Голд-Коста |
| Показник                | Січ.              | Лют.              | Бер.              | Квіт.             | Трав.             | Черв.             | Лип.              | Серп.             | Вер.              | Жовт.             | Лист.             | Груд.             | Рік               |
| Середній максимум, °C   | 28,9              | 28,9              | 27,8              | 26,1              | 23,9              | 22,2              | 20                | 22,2              | 23,9              | 26,1              | 27,8              | 28,9              | 25,6              |
| Середня температура, °C | 24,4              | 25                | 23,3              | 21,7              | 18,9              | 16,7              | 14,4              | 16,1              | 18,3              | 20,6              | 22,8              | 24,4              | 20,6              |
| Середній мінімум, °C    | 20                | 21,1              | 18,9              | 17,2              | 13,9              | 11,1              | 8,9               | 10                | 12,2              | 15                | 17,8              | 20                | 15,5              |
| Норма опадів, мм        | 178               | 191               | 203               | 139               | 132               | 97                | 76                | 56                | 59                | 87                | 104               | 134               | 1456              |
| Днів з опадами          | 13                | 14                | 15                | 11                | 10                | 8                 | 7                 | 7                 | 7                 | 9                 | 10                | 11                | 122               |
| ----------------------- | ----------------- | ----------------- | ----------------- | ----------------- | ----------------- | ----------------- | ----------------- | ----------------- | ----------------- | ----------------- | ----------------- | ----------------- | ----------------- |
| Джерело: Weatherbase    |                   |                   |                   |                   |                   |                   |                   |                   |                   |                   |                   |                   |                   |

## Транспорт
У 2014 році в місті відкрилась трамвайна лінія з 20 км та 19 зупинками. Лінія проходить з півдня на північний захід та має пересадку на залізничну лінію до Брисбена.

## Міста-побратими
- Гвадалахара, Мексика
- Дубай, ОАЕ (2001)
- Керкіра, Греція
- Медельїн, Колумбія
- Нетанья, Ізраїль (27 липня 1987)[7]
- Нумеа, Франція
- Префектура Канаґава, Японія (14 серпня 1990)
- Тайбей, Тайвань (1982)
- Тайнань, Тайвань
- Форт-Лодердейл, США
- Чжухай, КНР (16 листопада 2012)[1][2][3]
- Чиребон, Індонезія